# Mount Metcalfe
Mount Metcalfe ist ein etwa 1505 m hoher Berg an der Fallières-Küste des Grahamlands im Norden der Antarktischen Halbinsel. Er ragt 2,5 km südlich des Mount Wilcox an der Südseite des Kopfendes des McMorrin-Gletschers auf.
Das UK Antarctic Place-Names Committee benannte ihn 1964 nach Robert John Metcalfe (1938–1998), Geodät des British Antarctic Survey auf der Stonington-Insel von 1960 bis 1962, der 1962 an der Vermessung dieses Gebiets beteiligt war.